# Mario Collevecchio
Mario Collevecchio (Chieti, 21 aprile 1939) è un politico italiano.

## Biografia
Collevecchio ha ricoperto numerosi incarichi dirigenziali presso vari enti locali e nazionali: è stato dirigente delle Ferrovie italiane, alto dirigente in Regione Abruzzo, direttore generale della programmazione, organizzazione e coordinamento del Ministero dei trasporti e della navigazione, segretario generale della conferenza Stato-Regioni, direttore generale della Provincia di Pescara.
Nel 1993 fu candidato alle prime elezioni comunali dirette alla carica di sindaco di Pescara, appoggiato dal Partito Democratico della Sinistra, Rifondazione Comunista, Azione Progressista, La Rete e Alleanza per Pescara. Al ballottaggio del 5 dicembre ottenne il 60,61% dei voti, vincendo contro lo sfidante Nicola Cirelli del Pentapartito. Il mandato da sindaco si concluse precocemente nell'autunno 1994 dopo una sentenza del TAR Abruzzo che commissariò il comune. Alle elezioni del dicembre 1994 fu nuovamente candidato sindaco con il sostegno dei democratici; al ballottaggio contro il candidato Carlo Pace di Alleanza Nazionale si fermò al 47,9%.
È docente di materie giuridiche presso la Scuola di specializzazione in studi sull'amministrazione pubblica (SPISA) dell'Università degli Studi di Bologna, oltre che titolare a Pescara di un proprio studio di consulenza gestionale e di formazione nell'ambito della pubblica amministrazione.